# Дружина мандрівника у часі (телесеріал)
«Дружина мандрівника у часі» (англ. The Time Traveler's Wife) — фантастичний серіал, друга екранізація однойменного роману Одрі Ніффенеггер. Головні ролі у серіалі виконали Тео Джеймс та Роуз Леслі.
1 липня 2022 року телесеріал було закрито після першого сезону.

## Сюжет
Літературною основою сценарію став роман Одрі Ніффенеггер. Це історія про чиказького бібліотекаря Генрі Детембле і його дружину Клер Ебшир, художницю, що робить скульптури з паперу. Генрі хворий рідкісним генетичним захворюванням — хрононедостатністю, що змушує його мимоволі подорожувати в часі. Коли 20-річна Клер зустрічає 28-річного Генрі в бібліотеці Ньюберрі у 1991 році, він її ніколи раніше не бачив, хоча вона знала його більшу частину свого життя.

## В ролях
- Тео Джеймс — Генрі Детембл
- Роуз Леслі — Клер Ебшир.

## Виробництво
Проект було анонсовано у липні 2018 року. Шоураннером став Стівен Моффат. У лютому 2021 року стало відомо, що головні ролі зіграють Тео Джеймс та Роуз Леслі.